# Кучер, Сэмюэл
Сэмюэл Кучер (англ. Samuel Kutcher; 7 апреля 1898, Лондон — 1984, Лондон) — английский скрипач.
Родился в семье польских евреев, иммигрировавших в Англию, седьмой из десяти детей. Начал учиться игре на скрипке с шести лет, занимался в лондонском музыкальном Тринити-колледже, где много играл (в том числе и публично) в составе детского фортепианного трио вместе с Джоном Барбиролли. В 1913—1914 гг. учился в Гилдхоллской школе музыки у Кальмана Ронаи (1868—1933), ученика Якоба Грюна и племянника Леопольда Ауэра, в 1915 г. перешёл в Королевский колледж музыки в класс скрипки Мориса Сонса. В том же году начал играть в Оркестре Куинс-холла под управлением Генри Вуда. В 1917—1919 гг. проходил армейскую службу на территории Англии, сохранив в какой-то мере возможность заниматься музыкой. После демобилизации совершенствовал своё исполнительское мастерство под руководством Альберта Саммонса.
В 1921—1922 гг. Кучер выступал как вторая скрипка в концертах Филармонического струнного квартета, одновременно играл и сольные концерты. В 1922—1923 гг. вёл подготовительную работу по созданию собственного струнного квартета, интенсивно концертировавшего по всей Великобритании в 1924—1940 гг. Во главе квартета постоянно выступал по радио, гастролировал в Нидерландах (1930) и Польше (1939). Среди партнёров Кучера по квартетной игре, а также по другим камерным составам 1920—1930-х гг., были Барбиролли, Дуглас Камерон, Седрик Шарп. В конце 1930-х гг. Кучер также был концертмейстером Лондонского струнного оркестра под руководством Алана Буша. Со своим квартетом дал ряд премьер (в частности, ансамблей Арнольда Бакса и Артура Блисса). В 1932 г. квартет Кучера представил в лондонском Уигмор-холле программу из произведений советских композиторов (Сергей Василенко, Борис Карагичев, Генрих Литинский).
Среди записей Кучера выделяется Камерная симфония Павла Юона, записанная в 1929 г.